# Hrabstwo Ector
Hrabstwo Ector – hrabstwo położone w USA, w zachodnim Teksasie. Założone w 1893 roku. Według spisu w 2020 roku liczyło 165,2 tys. mieszkańców, w tym ponad dwie trzecie zamieszkiwało siedzibę hrabstwa – Odessę.

## Sąsiednie hrabstwa
- Hrabstwo Andrews (północ)
- Hrabstwo Midland (wschód)
- Hrabstwo Upton (południowy wschód)
- Hrabstwo Crane (południe)
- Hrabstwo Ward (południowy zachód)
- Hrabstwo Winkler (zachód)

## Miasta
- Goldsmith
- Odessa

## CDP
- Gardendale
- West Odessa

## Gospodarka
- wydobycie ropy naftowej (22. miejsce w stanie) i gazu ziemnego[2]
- hodowla koni[3]
- szkółkarstwo i uprawa orzechów pekan[3].

Największe gałęzie przemysłu w hrabstwie Ector, to: górnictwo oraz wydobycie ropy i gazu (11 336 osób), handel detaliczny (10 119 osób), oraz opieka zdrowotna i pomoc społeczna (7110 osób).

## Demografia
- Latynosi – 65,7%
- biali nielatynoscy – 27,2%
- czarni lub Afroamerykanie – 5,3%
- rdzenni Amerykanie – 1,6%
- Azjaci – 1,5%[1].

## Religia
W 2020 roku, 16,3% populacji jest członkami Kościoła katolickiego.

## Polityka
Hrabstwo jest silnie republikańskie, gdzie w 2020 roku 73,3% głosów otrzymał Donald Trump i 25,5% przypadło dla Joe Bidena. 

## Drogi główne
- Autostrada międzystanowa nr 20
- U.S. Highway 80
- U.S. Highway 385
- State Highway 158
- State Highway 302
- Loop 338